# ФК «Вікторія» (Жижков) у сезоні 1921
ФК «Вікторія» (Жижков) у сезоні 1921 — сезон чехословацького футбольного клубу «Вікторія» (Жижков). У Середньочеській лізі команда посіла четверте місце. У Середньочеському кубку клуб вперше здобув перемогу.

## Історія
Загалом «Вікторія» провела за рік 60 матчів (42 перемоги, 5 нічиїх, 13 поразок) із загальним рахунком 197:79. Найбільше голів забив ветеран Ярослав Копейтко-Прокоп (71). Прокоп повернувся після того, як йому зняли клубну дискваліфікацію, яку він заробив ще в роки війни через виступи в закордонних клубах. В чемпіонаті клуб посів четверте місце. За рік «Вікторія» провела багато міжнародних матчів. В гості до Жижкова приїжджали команди з Німеччини, Нідерландів, Швейцарії, Австрії, Бельгії і Данії. Сам клуб також їздив до Швейцарії і Франції.
Осінню команда грала в Середньочеському кубку і третій рік поспіль вийшла у фінал. У півфіналі проти «Славії» командам довелося зіграти двічі. «Вікторія» виграла матч з рахунком 1:0, але суперник опротестував кінцівку гри. Ліга задовольнила протест і визнала зіграними лише 40 хвилин, під час яких клуб з Жижкова і забив єдиний гол. В переграванні суперники спочатку дограли 50 хвилин, протягом яких не було забито голів, а решту матчу вважалось товариським. Сам фінальний матч був перенесений і відбувся лише у вересні наступного року. «Вікторія» перемогла «Спарту» з рахунком 3:0.

## Чемпіонат Чехословаччини
| 19.06.1921 | Спарта (Прага)                     | 4:1  | Вікторія (Жижков) |                 |  |
| | Шроубек 25' 42' Пілат 68' Янда 70' | звіт | 44' Прокоп        | Глядачі: 15 000 |  |
| Пейр, Гоєр, Поспішил, Коленатий, Пешек, Пернер, Седлачек, Янда, Пілат, Шроубек, Мазал Главачек, Шварц, Мисік, Гдрлічка, Градецький, Сейферт, Плодр, Горжейш, Гайний, Прокоп, Гавлік |                                    |      |                   |                 |  |

| 11.09.1921 | Славія (Прага) | 2:1  | Вікторія (Жижков) |                 |  |
| | Ванік Шолтис   | звіт | Плодр             | Глядачі: 13 000 |  |
| Славія: Ханя, Раценбергер, Чипера, Лоос, Фіхта, Й.Коваржович, Лутовський, Новак, Ванік, Шолтис, Шквор Вікторія: Главачек, Сейферт, Мисік ІІ, Штепан, Градецький, Гдрлічка, Плодр, Прохазка, Гайний, Прокоп, Бребурда |                |      |                   |                 |  |

- 9.09. Вікторія — Колін — 3:0[1]
- 15.09. Вікторія — ЧАФК — 4:1[2]
- Вересень. Вікторія — Метеор-VIII — 7:1

 Середньочеська ліга
|    | турнірна таблиця    | І  | В  | Н | П  | МЗ | МП | РМ  | О  |
| -- | ------------------- | -- | -- | - | -- | -- | -- | --- | -- |
| 1  | Спарта (Прага)      | 11 | 11 | 0 | 0  | 48 | 8  | +40 | 22 |
| 2  | Уніон (Жижков)      | 11 | 8  | 2 | 1  | 24 | 8  | +16 | 18 |
| 3  | Славія (Прага)      | 11 | 7  | 2 | 2  | 31 | 16 | +15 | 16 |
| 4  | Вікторія (Жижков)   | 11 | 7  | 0 | 4  | 33 | 15 | +18 | 14 |
| 5  | Вршовіце (Прага)    | 11 | 5  | 2 | 4  | 27 | 26 | +1  | 12 |
| 6  | Спарта (Кладно)     | 11 | 5  | 1 | 5  | 24 | 28 | -4  | 11 |
| 7  | Кладно              | 11 | 5  | 0 | 6  | 26 | 25 | +1  | 10 |
| 8  | Метеор Виногради    | 11 | 2  | 4 | 5  | 16 | 24 | -8  | 8  |
| 9  | Славія (Жижков)     | 11 | 2  | 3 | 6  | 11 | 25 | -14 | 7  |
| 10 | Метеор-VIII (Прага) | 11 | 3  | 0 | 8  | 11 | 30 | -19 | 6  |
| 11 | Бубенеч             | 11 | 2  | 2 | 7  | 10 | 37 | -27 | 6  |
| 12 | Колін               | 11 | 1  | 0 | 10 | 9  | 28 | -17 | 2  |

## Середньочеський кубок
1/4 фіналу
- «Вікторія» (Жижков) — «Колін» — 9:1

1/2 фіналу
| 1/2 20.11.1921 | Славія (Прага) | 0:1 | Вікторія (Жижков) |  |  |
| |                |     | Мареш             |  |  |
| Вікторія: Грасер, Сейферт, Мисік, Штепан, Градецький, Гдрлічка, Мареш, Коубек, Гайний, Прокоп, Єлінек (Бребурда) Славія: Ханя, Раценбергер, Нутль, Лоос, Бургер (Фіхта), Чипера (Племенік), Лутовський, Слоуп-Штапл, Ванік, Чапек (Шубрт), Шквор (Ректорис) - в дужках футболісти, які вийшли на заміну в дограванні |                |     |                   |  |  |

Фінал
| 03.09.1922 |

| «Вікторія» (Жижков)    | 3 — 0 | «Спарта» (Прага) |
| ---------------------- | ----- | ---------------- |
| Мареш Ф. Гоєр О. Новак |       |                  |

| Прага |

## Товариські матчі
- 6.02. «Вікторія» (Жижков) — Нусельський СК — 4:1 (Прокоп-3, Фрида)[4]
  - Главачек, Гайний, Шварц, Плодр, Градецький, Гдрлічка, Земан, Прокоп, Фрида, Шафранек, Гавлік)
- 13.02. «Вікторія» (Жижков) — «Метеор-VIII» — 2:1
- Лютий. «Вікторія» (Жижков) — «Славой» (Жижков) — 5:1
- Березень. «Вікторія» (Жижков) — «Метеор» Виногради — 2:0
- Березень. «Вікторія» (Жижков) — «Чехія-VIII» — 7:1
- Березень. «Вікторія» (Жижков) — «Бубенеч» — 5:0
- Травень. «Вікторія» (Жижков) — ДФК Прага — 3:2 (Прокоп, Горжейш-2)[5]
- «Вікторія» (Жижков) — «Вікторія» ДФК — 3:2
- «Вікторія» (Жижков) — «Маастріхт В. В.» (Нідерланди) — 5:0
- «Вікторія» (Жижков) — «Олд Бойз» (Базель, Швейцарія) — 3:2 (Плодр, Горжейш-2)[6]
  - Главачек, Гавлік, Шварц, Сейферт, Градецький, Гдрлічка, Плодр, Прокоп, Гайний, Горжейш, Єлінек

| ТМ червень 1921 | АБ (Данія) | 4:2  | «Вікторія» (Жижков)    |  |  |
| |            | звіт | 10' Прокоп 85' Горжейш |  |  |
| АБ: Фрігаст, Рінгетед, Мольтке, Абе, Берт, Тейлман, Габріель, Петерсен, Грам, Софус Нільсен, Гольм, Еярд Ларсон Вікторія: Клапка, Шварц, Мисік, Гдрлічка, Нойгенбауер, Сейферт, Плодр, Прокоп, Гайний, Горжейш, Єлінек |            |      |                        |  |  |

- 3.07. «Вршовіце» — «Вікторія» (Жижков) — 2:1 (Я.Богата-2 — Єлінек)[7]
- 10.07. «Кладно» — «Вікторія» (Жижков) — 3:1[8]
- 31.07. «Вікторія» (Жижков) — Метеор-VIII — 4:0[9]
- Серпень. «Вікторія» (Жижков) — «Дрезднер» (Німеччина) — 3:1 (Регак, Прокоп, Гайний — ?)[10]
- «Вікторія» (Жижков) — ФК «Карлсбадер» (Німеччина) — 3:0
- Серпень. Вікторія (Жижков) — Колін — 5:1 (Прокоп-2, Прогазка-2, Зал)[11]
- Серпень. Вікторія (Жижков) — Уніон (Жижков) — 1:3
- 30.08.1921. «Вікторія» (Жижков) — «Рудольфшюгель» (Відень, Австрія) — 0:0
- «Олд Бойз» (Базель, Швейцарія) — «Вікторія» (Жижков) — 0:1
- АС «Стразбург» (Франція) — «Вікторія» (Жижков) — 2:4 (? — Мареш-3, Регак)
- Вересень. «Вікторія» (Жижков) — ДФК Прага — 2:3 (Мареш, Прокоп — Єшман-2, Фішер)
  - Гразер, Мисік, Шварц, Гдрлічка, Градецький, Штепан, Плодр, Сейферт, Мареш, Прокоп, Єлінек
- «Вікторія» (Жижков) — «Спарта» (Прага) — 1:0
- «Вікторія» (Жижков) — «Вршовіце» (Прага) — 10:2
- Квітень. «Вікторія» (Жижков) — «Спарта» (Кладно) — 7:0 (Прокоп-3, Гайний-2, Стейнер, ?)
- «Вікторія» (Жижков) — «Уніон» (Жижков) — 2:0
- «Вікторія» (Жижков) — «Жиденіце» — 7:2
- «Вікторія» (Жижков) — «Кладно» — 2:0
- «Вікторія» (Жижков) — «Метеор VIII» (Прага) — 2:0
- ДФК Прага — Вікторія (Жижков) — 4:1[12]

| ТМ 3.10.1921 | Спарта (Прага)           | 3:0  | Вікторія (Жижков) | Прага |  |
| | А.Гоєр пен.' Янда Медуна | звіт |                   |       |  |
| Спарта: Пейр, А.Гоєр, Ф.Гоєр, Коленатий, Пернер, Шроубек, Седлачек, Янда, Пілат, Медуна, Мазал Вікторія: Грасе, Шварц, Стейнер, Штепан, Градецький, Гдрлічка, Плодр, Гайний, Мареш, Прокоп, Єлінек |                          |      |                   |       |  |

| ТМ листопад 1921 | Славія (Прага) | 2:0  | Вікторія (Жижков) |  |  |
| | Ванік          | звіт |                   |  |  |
| Славія: Ханя, Раценбергер, Нутль, Бергер, Фіхта, Чипера, Лутовський, Слоуп-Штапл, Ванік, Горний, Шквор Вікторія: Грасер, Мисік, Сейферт, Гдрлічка, Гайний, Чеський, Єлінек, Новак, Мареш, Коубек, Земан |                |      |                   |  |  |

## Склад
| «Вікторія» в 1921 році Воротарі: Рудольф Клапка, Главачек. Захисники: Карел Стейнер, Шварц, Шаня. Півзахисники: Франтішек Плодр, Еміл Сейферт, Градецький, Штепан Матей, Ян Чеський. Нападники: Ярослав Мисік, Антонін Бребурда, Гдрлічка, Ярослав Копейтко, Гавлік, Фердинанд Гайний, Земан, Мареш, Отто Новак, Йозеф Єлінек, Горжейш, Фрида. Невідома позиція: Глазер, Прогаска, Ржегах, Ванік, Ждарський, Коубек. |

## Матчі збірних
Збірна провела два офіційних товариських матчі в 1921 році. Ряд гравців «Вікторії» грали в цих матчах.
- 21.10.1921. Чехословаччина — Югославія — 6:1 (грали Франтішек Плодр, Еміл Сейферт і Йозеф Єлінек)
- 13.11.1921. Чехословаччина — Швеція — 2:2 (грав Франтішек Плодр)

| 11.12.1921 |

| Прага                                             | 5:2 (2:0) | Пльзень  |
| ------------------------------------------------- | --------- | -------- |
| Антонін Янда Карел Медуна Ярослав Копейтко-Прокоп | Звіт      | Ржапек ? |

|  |

 Прага: Ханя (Славія Пр), Нутль (Славія Пр), А.Гоєр (Спарта), Сейферт (Вікторія Ж), Гайний (Вікторія Ж), Міка (Уніон), Седлачек (Спарта), Янда (Спарта), Медуна (Спарта), Прокоп (Вікторія Ж), Мазал (Спарта).
Пльзень: Слоуп-Штаплік (Вікторія П), Бенеш (Слован), Ліса (Славія Пл), Шашек (Пльзень), Турек, Кучера, Грчек, Славічек, Крженек, Й.Кучера (всі — Вікторія П), Ржапек (Чеський Лев)
| грудень 1921 |

| Прага                                                | 7:2 (3:1) | Брно       |
| ---------------------------------------------------- | --------- | ---------- |
| Ванік 5' 58' Станек 30' Влчек 36' 46' 74' Єлінек 67' | Звіт      | ? 3' ? 60' |

| Глядачів: 5000 |

Прага: Грасер (Вікторія), Раценбергер (Славія), Нутль (Славія), Штепан (Вікторія), Сейферт (Вікторія), Гайний (Вікторія Ж), Лутовський (Славія), Штанек (Славія), Ванік (Славія), Влчек (Чехія Карлін), Єлінек (Вікторія)

| грудень 1921 |

| Прага                                | 5:0 (3:0) | Схід Чехії |
| ------------------------------------ | --------- | ---------- |
| Ванік 7' 33' 81' Влчек 8' Єлінек 84' | Звіт      |            |

|  |

Прага: Ханя, Раценбергер, Цікан, Лоос, Бургер, Сейферт, Лутовський, Влчек, Ванік, Янса, Єлінек
Схід Чехії: Райхерт, Балцар, Когоушек, Коза, Свобода, Качовський, Петровіцький, Слезак, Бічік, Крчма, Левий